# Antonio Casotti
Antonio Casotti (Vezzano sul Crostolo, 1414 – Reggio Emilia, 1490) è stato un architetto italiano.

## Biografia
Operò principalmente come costruttore nel centro storico di Reggio Emilia, dove costruì tra gli altri il Palazzo dei Canonici (1445), la cui facciata fu completata nel 1786 da Francesco Fontanesi con l'attigua torre civica, popolarmente detta Torre del Bordello (1489).
Nel 1452 realizzò il campanile della chiesa di Sant'Agostino, poi ricostruita alla fine del secolo; poi il convento di Santa Maria delle Grazie nel periodo 1462-67. 
Gli è stata dedicata la piazza dove sorge Palazzo Casotti, da lui sopraelevato nel 1467 e ampliato nel 1480, antica sede del palazzo comunale e oggi anche del Museo del tricolore. L'opera del Casotti è in uno stile semplice, con mattoni a vista ed eleganti ornamenti in cotto.